# Гусаков, Александр Дмитриевич
Алекса́ндр Дми́триевич Гусако́в (1907—1992) — советский учёный-экономист, педагог. Доктор экономических наук (1951). Заслуженный деятель науки РСФСР (1967).

## Биография
Родился в 1907 году. В 1927 году вступил в ВКП(б). Окончив в 1931 году экономический факультет Северо-Кавказского государственного университета, приступил к научной и педагогической деятельности. В 1942—1945 годах — начальник Управления учебных заведений Народного комиссариата финансов СССР, в 1945—1954 годах – сотрудник Института экономики АН СССР. В 1951 году защитил докторскую диссертацию. С 1952 года — профессор. С 1954 до 1987 года возглавлял кафедру политической экономии Высшей школы профдвижения при ВЦСПС.

## Научная деятельность
Специалист в области теории, истории денег и денежного обращения. Основная тематика научных работ — денежное обращение в Российской империи и СССР, теория денег и кредита, использование оборотных средств в социалистической экономике, вопросы методологии политической экономии. Автор (совместно с И. А. Дымшицем) неоднократно переиздававшегося учебного пособия «Денежное обращение и кредит СССР» (1951), которое также выходило в переводе в Болгарии и ГДР.

## Почётные звания и награды
- Заслуженный деятель науки РСФСР (1967)
- Орден Октябрьской Революции (26.08.1977) — за заслуги в области экономических наук, многолетнюю плодотворную педагогическую деятельность и в связи с семидесятилетием со дня рождения[2]